# Dysschema parviflava
Dysschema parviflava là một loài bướm đêm thuộc phân họ Arctiinae, họ Erebidae.